# Puente Internacional de la Integración
El Puente Internacional de la Integración (en portugués Ponte Internacional da Integração) es un puente que conecta el distrito paraguayo de Presidente Franco con la ciudad brasileña de Foz do Iguaçu. Es el tercer puente en aguas paraguayas del Río Paraná y el segundo en la Triple Frontera, no muy lejos del Puente de la Amistad. Pese a tener la obra ya inaugurada, esta aún no está habilitada al tránsito, debido a demoras en la finalización de las vías de acceso, así como los puestos de control fronterizos.

## Antecedentes
Tras 30 años de proyecciones y especulaciones, el gobierno brasileño y el gobierno paraguayo concretaron la construcción del puente sobre el río Paraná en diciembre de 2018. El 10 de mayo de 2019, Mario Abdo Benítez y Jair Bolsonaro realizaron la palada para oficializar el inicio de la construcción. Esta obra, financiada por la Itaipú Binacional, concluirá en 35 meses y tendrá un costo aproximado de 84 millones de dólares, según el cambio corriente en mayo de 2019.
Unos 150 millones de dólares adicionales se destinará a las obras complementarias realizadas por el Ministerio de Obras Públicas y Comunicaciones (MOPC). Las obras a complementar serán: la construcción de 33 km de supercarretera que unirá la cabecera del nuevo puente con la Ruta 7 (atravesando toda la región urbana de Presidente Franco y Ciudad del Este); la expropiación de zonas cuya inversión rondaría 22 millones de dólares; y las obras viales y civiles del área primaria, como la aduana y el centro de control integrado. También se prevé la construcción de dos puentes sobre el Río Monday.
A fines del mes de julio de 2022 se anunció que restaban solamente 41,10 metros para conectar ambos tramos del puente. Se estimaban para antes del mes de setiembre se concretaría la unión, y que la obra completa se daría por finalizada en el último trimestre de ese año, incluyendo su inauguración.

## Estructura
El puente será atirantado, tendrá una extensión total de 760 metros, con un vano central de 470 metros entre la pila principal donde van ubicados los tirantes o tensores. La altura de la pila principal se estima en 174 metros y la altura del canal de navegación será de 60 metros. Según los planes, las calzadas cumplen con las condiciones de tránsito establecidas en el Mercosur, las cuales serán dos, y de 3,60 metros cada lado (7,20 metros en total). El ancho total del puente es 19,90 metros, si se incluye la banquina de 3 metros en ambos lados y un carril para peatones de 1,70 metros de anchura. Un puente de similares características se construirá paralelamente a este puente, entre las localidades de Carmelo Peralta y Porto Murtinho.
Una vez que termine la obra, se estima que descongestionará el tránsito de 38.000 vehículos por día en el Puente de la Amistad. Gracias a la envergadura que tendrá, el enlace entre la ciudad franqueña y Foz de Iguazú será destinada al tránsito de transportes pesados y funcionará como la principal ruta comercial en la región, haciendo que el Puente de la Amistad sirva solamente para el paso de automóviles livianos y buses turísticos.